# Christian Gellinek
Christian Hans-Georg Gellinek (* 11. Mai 1930 in Potsdam; † 14. November 2022 in Münster) war Professor für Deutsche Philologie im Fachbereich Germanics & Slavics der University of Florida in Gainesville, USA; zuletzt Lehrbeauftragter in Sozialwissenschaft an der Universität Vechta von 2008 bis 2010.

## Leben
Christian Gellinek wurde, nachdem er von 1952 bis 1957 ein Studium der Rechts- und Staatswissenschaften an der Universität Göttingen absolviert hatte, 1964 an der Yale University promoviert. Von 1963 bis 1970 war er Lehr-Assistent bis Associate Professor ohne Tenure im Yale German Department, New Haven, Connecticut. Von 1971 bis 1987 tenured full professor of German an der University of Florida, Gainesville, davon vier Jahre chairman of German and Slavics.
Die Habilitation erfolgte 1975 im Fachgebiet Deutsche Philologie an der Universität Basel. In den letzten anderthalb Jahrzehnten verlagerte sich sein Spezialgebiet auf die Auswanderung Deutscher nach Amerika. In seiner Abschiedsvorlesung wurden beide Forschungszweige verbunden.

## Gastprofessuren
Basel 1974–75; UCLA 1984; Institut für vergleichende Städtegeschichte an der Universität Münster 1987–95; Landeshochschule/Universität Potsdam 1991; Brigham Young University, Utah interim 1998–2004; Uni Vechta, 2008–2010.

## Publikationen (Auswahl)
- Homepage Christian Gellinek Publikationen und Philipp Scheidemann Sammlung [Ausgabe in fünf Bänden], hrsg. u. kommentiert von Christian Gellinek. Monsenstein und Vannerdat – Wissenschaft, Münster Mai 2010.